# 乌克兰国家不可移动地标登记册
乌克兰国家不动产（有形）古迹登记册（羅馬化：Derzhavnyi reiestr nerukhomykh pamiatok Ukrainy) 是乌克兰文化遗产的一種認證措施。约3,300件烏克蘭文化遗产被納入乌克兰国家不可移动地标登记册。
乌克兰国家不可移动地标登记册的前身於1965年就已建立。現今的乌克兰国家不可移动地标登记册於2000年6月8日設立。

## 外部鏈接
- List of Immobile Landmarks （页面存档备份，存于） （烏克蘭文化部網站）
- List of object of cultural heritage （页面存档备份，存于） (官方文件)
- Law of Ukraine "About Protection of the Cultural Heritage" （页面存档备份，存于） (官方文件)